# Шлихтинг, Борис Карлович
Бори́с Ка́рлович Шли́хтинг (пс. Билли) — советский актёр.

## Биография
Родился 24 ноября 1890
- В 1911—1913 учился на медицинском факультете Московского университета.
- В 1914 году окончил драматическую студию С. В. Халютиной.
- В 1915—1917 служил в Русской императорской армии.
- В 1918—1920 служил в Рабоче-крестьянской Красной армии.
- В кино с 1923 года.
- В 1941—1944 служил в РККА, участвовал в Великой Отечественной войне (капитан). Воевал в народном ополчении, защищал Ленинград, дважды был ранен. Добился возвращения в строй. Участвовал в Курской битве. Как инвалид войны, был награждён в 1947 году Орденом Красной Звезды.
- В декабре 1943 года в Сталинабаде (ныне — Душанбе), по решению правительства Таджикской ССР, на базе передвижного ансамбля оперетты Таджикской государственной филармонии был создан Театр музыкальной комедии, который начал работать с 1 января 1944 года в помещении Таджикского театра оперы и балета им. Айни и давал спектакли на русском языке. Директором Сталинабадского театра музыкальной комедии был назначен Борис Шлихтинг.
- В 1950-е −1966 — актёр Сталинабадского русского драматического театра им. В. В. Маяковского.

Умер 15 сентября 1966

## Театральные работы
- «Глубокая разведка» А.Крона
- «Глубокие корни» Д.Гоу и А.д’Юссо
- Старшина — «Корневильские колокола»

## Награды
- (1947) Орден Красной Звезды.

## Семья
Был женат на Ирине Евгеньевне Михальской (у неё вторым браком), от брака имели дочь — Тюлю. В 1940 году вызывал на дуэль на ножах автора сценария фильма «Карнавальная ночь» Владимира Полякова (третьего мужа Михальской).

## Фильмография
| Год  |     | Название                                     | Роль                                                   |
| ---- | --- | -------------------------------------------- | ------------------------------------------------------ |
| 1923 | ф   | Не пойман — не вор («Кандидат в президенты») | полицейский                                            |
| 1924 | ф   | Банда батьки Кныша                           | Петров                                                 |
| 1924 | ф   | Теплая компания                              | иностранный шпион                                      |
| 1924 | ф   | Руки прочь                                   | Брайс - иностранный коммерсант                         |
| 1926 | ф   | Процесс о трёх миллионах                     | начальник полиции                                      |
| 1926 | ф   | Предатель                                    | сутенер публичного дома                                |
| 1926 | ф   | Последний выстрел                            | Деев                                                   |
| 1926 | ф   | Машинист Ухтомский                           | жандармский офицер                                     |
| 1926 | ф   | Эх, яблочко, куды котишься                   | австрийский офицер                                     |
| 1926 | ф   | Винтик из другой машины                      | репортер                                               |
| 1926 | ф   | Ветер                                        | адъютант Лелька                                        |
| 1927 | ф   | Третья Мещанская                             | в эпизоде                                              |
| 1927 | ф   | Леон Кутюрье                                 | Дмитрий Орлов - он же Леон Кутюрье (главная роль)      |
| 1927 | ф   | Девушка с далёкой реки                       | нэпман                                                 |
| 1928 | ф   | Три комнаты с кухней («Ужасный человек»)     | Лошадкин - поэт                                        |
| 1928 | ф   | Законы шторма                                | Тарханов - капитан                                     |
| 1928 | ф   | Джимми Хиггинс                               | Билль Муррей                                           |
| 1928 | ф   | Бенефис клоуна Жоржа                         | адъютант                                               |
| 1929 | ф   | Флаг наций                                   | фоторепортер                                           |
| 1930 | ф   | Чужой берег                                  | Женька Шилов                                           |
| 1930 | ф   | Рубикон                                      | Билл Паркер (главная роль) английский матрос-коммунист |
| 1930 | ф   | Подземное солнце                             | Шлихтинг - поручик                                     |
| 1930 | ф   | Лицом к лицу                                 | Иванов - технический директор пуштреста                |
| 1931 | ф   | Снайпер («Искусство убивать»)                | Шлихтинг - капитан                                     |
| 1931 | ф   | Кровь земли                                  | гость                                                  |
| 1931 | ф   | Их пути разошлись                            | Боб Беббит                                             |
| 1932 | ф   | Слава мира                                   | Билли Паркер                                           |
| 1932 | ф   | Первый взвод                                 | одноглазый сержант - уцелевший в боях                  |
| 1933 | ф   | Первая любовь                                | начальник тайной полиции                               |
| 1934 | ф   | Женитьба Яна Кнукке                          | Тайва                                                  |
| 1934 | ф   | Дважды рождённый (Двойчы народжаны)          | цыган                                                  |
| 1935 | ф   | Гибель сенсации                              | посетитель ресторана                                   |
| 1935 | ф   | Очарованный химик                            | (не был завершен)                                      |
| 1935 | ф   | Сокровища погибшего корабля                  | Петька - вор-медвежатник                               |
| 1935 | ф   | Флаг стадиона                                | милиционер                                             |
| 1938 | кор | Маска                                        | офицер                                                 |
| 1938 | ф   | Одиннадцатое июля                            | ротмистр                                               |
| 1938 | ф   | Профессор Мамлок                             | следователь Керке                                      |
| 1939 | ф   | Девушка с характером                         | диверсант                                              |
| 1939 | ф   | Огненные годы                                | польский поручик                                       |
| 1939 | ф   | Танкисты                                     | офицер связи                                           |
| 1941 | ф   | Сто за одного (100 за одного)                | Имя персонажа не указано                               |
| 1941 | ф   | Боевой киносборник №2                        | немецкий солдат                                        |
| 1959 | ф   | Насреддин в Ходженте, или Очарованный принц  | начальник стражи                                       |
| 1959 | ф   | Человек меняет кожу                          | начальник пристани                                     |
| 1964 | ф   | 1002ая ночь                                  | стражник (главная роль)                                |